# Tine Medema
Catharina Johanna (Tine) Medema (Rotterdam, 5 februari 1909 – Amsterdam, 5 januari 1985) was een Nederlands toneelspeelster en hoorspelactrice.

## Carrière
Medema begon in 1930 met optreden. In 1931 deed ze mee aan een Indisch tournee van Anton Verheyen. Na terugkomst in Nederland debuteerde ze in een toneelstuk onder leiding van regisseur Eduard Verkade.
Tijdens de Tweede Wereldoorlog was ze een van de eerste toneelspelers die stopten met spelen. Ze speelde wel mee met illegale voorstellingen onder leiding van regisseur Ferd. Sterneberg, met wie zij in 1942 trouwde. Hun huwelijk eindigde in 1947 in een scheiding.
Haar eerste toneeloptreden na de oorlog was in het toneelstuk "Vrij Volk". Na nog enkele toneelstukken werd ze hoorspelactrice. Medema maakte ruim twintig jaar deel uit van de Hoorspelkern.